# DWM/BBC GT6-EP
DWM/BBC GT6-EP – typ sześcioosiowych, silnikowych, przegubowych wagonów tramwajowych eksploatowanych przez Verkehrsbetriebe Karlsruhe (VBK). Tramwaje GT6-EP wytwarzano od 1959 do 1960 r. w niemieckich zakładach Deutschen Waggon- und Maschinenfabrik. Skrót GT6-EP oznacza „Gelenk-Triebwagen mit 6 Achsen und elektropneumatischer Schützensteuerung” (pol. tramwaj przegubowy sześcioosiowy z elektropneumatycznym rozrządem stycznikowym).

## Konstrukcja
Tramwaje typu GT6-EP są dwuczłonowymi wagonami przegubowymi, wyposażonymi w jedną kabinę motorniczego. Pod każdym z członów tramwaju oraz pod przegubem zainstalowano wózki Jakobsa. Wagony pod względem technicznym zbliżone są do eksploatowanych przez Verkehrsbetriebe Karlsruhe od 1961 r. tramwajów typu GT6-D, które były węższe o 3 cm od typu GT6-EP. W celu umożliwienia jazdy w trakcji ukrotnionej w składzie z T4EP oraz z wagonami GT6-EP i GT8-EP posiadanymi przez firmę Albtal-Verkehrs-Gesellschaft (AVG), tramwaje zostały wyposażone w sprzęgi elektryczne. Pomimo znacznego podobieństwa do tramwajów wytwarzanych przez Duewag, nie jest to wagon powstały na licencji tych zakładów.
Tramwaje typu GT6-EP różnią się od typu GT6-D także tym, że zostały one przystosowane do poruszania się po torach linii kolejowej Karlsruhe – Bad Herrenalb; wyposażono je m.in. w gwizdek ostrzegawczy oraz koła o specjalnym profilu, umożliwiającym poruszanie się tramwajów zarówno po torowisku tramwajowym, jak i kolejowym.
Skrajne wózki Jakobsa napędzane są przez silniki prądu zmiennego o łącznej mocy 240 kW. Podobnie jak tramwaje typu GT6-EP i GT8-EP, posiadają one sprzęg elektryczny, który umożliwia połączenie ze sobą do czterech wagonów.

## Wnętrze i malowanie
Przedział pasażerski został wyposażony w obite materiałem imitującym skórę siedzenia, zainstalowane w układzie 2+2. Początkowo w tylnej części wagonu znajdowało się dodatkowe miejsce dla konduktora, które zostało zdemontowane w 1966 r. podczas przebudowy w zakładzie Waggonfabrik Rastatt.
Tramwaje polakierowane były na kolor żółty z czerwonymi paskami pod oknem oraz czerwonym fartuchem. Cechą charakterystyczną było to, że podobnie jak wagony typu GT6-D i GT8-D, każdy z GT6-EP otrzymał nazwę na cześć berlińskiego osiedla lub części miasta; w ten sposób chciano okazać solidarność z podzielonym miastem. Po prawej stronie pudła umieszczono berlińskiego niedźwiedzia oraz odpowiednią nazwę.
Tramwaje nosiły następujące nazwy
| Numer | Nazwa                    | Sektor      |
| ----- | ------------------------ | ----------- |
| 142   | Wittenau (Reinickendorf) | francuski   |
| 143   | Britz (Neukölln)         | amerykański |
| 144   | Buckow (Neukölln)        | amerykański |
| 145   | Rudow (Neukölln)         | amerykański |
| 146   | Johannisthal (Treptow)   | radziecki   |

## Dostawa
Po zamówieniu przez przedsiębiorstwo Albtal-Verkehrs-Gesellschaft nowych wagonów silnikowych typu GT6-EP, Verkehrsbetriebe Karlsruhe zdecydowało się zamówić taki sam typ tramwaju. Ze względu na chęć wsparcia gospodarki w podzielonym wówczas Berlinie, VBK nie zamówiło wagonów podobnie jak AVG w zakładach Düwag lub Waggonfabrik Rastatt, lecz w berlińskiej fabryce Deutschen Waggon- und Maschinenfabrik. Łącznie dostarczono do Karlsruhe 5 tramwajów tego typu.
Wagony silnikowe dla Verkehrsbetriebe Karlsruhe wyprodukowano oraz dostarczono w latach 1959–1960. Wyposażenie elektryczne pochodziło od firmy BBC z Mannheimu. Tramwaje drugiej serii dostarczano od 1961 r. Różniły się one od GT6-EP zastosowaniem innego systemu sterowania. Wagony drugiej serii otrzymały oznaczenie GT6-D.

## Eksploatacja
Po zakończeniu dostawy tramwaje zostały skierowane do obsługi ówczesnej linii A, funkcjonującej w ramach systemu kolei miejskiej w Karlsruhe. W późniejszym czasie kursowały na innych liniach sieci tramwajowej. Wagony GT6-EP łączono także w składy z tramwajami Düwag GT8-EP oraz Waggon Union/BBC GT8-EP.
W 1995 r. dzięki dostarczeniu pierwszych tramwajów niskopodłogowych typu GT6-70D/N i GT8-70D/N, wycofano z eksploatacji wszystkie kursujące po Karlsruhe wagony GT6-EP. Wagon nr 142 został zezłomowany, wagony nr 143–146 zostały sprzedane do rumuńskiej Timișoary, gdzie kursowały do 2002 r.